# 兵庫県第11区
兵庫県第11区（ひょうごけんだい11く）は、日本の衆議院議員総選挙における選挙区。1994年（平成6年）の公職選挙法改正で設置。

## 区域
2013年（平成25年）公職選挙法改正以降の区域は以下のとおりである。市町村合併を反映したもので実際の区域に変更はない。
- 姫路市（旧家島町・夢前町・香寺町・安富町域を除く、平成の大合併前の旧姫路市域）
  - 相野、青山、青山1〜6丁目、青山北1〜3丁目、青山西1〜5丁目、青山南1〜4丁目、朝日町、阿保、網干区網干浜、網干区大江島、網干区大江島寺前町、網干区大江島古川町、網干区興浜、網干区垣内北町、網干区垣内中町、網干区垣内西町、網干区垣内東町、網干区垣内本町、網干区垣内南町、網干区北新在家、網干区坂出、網干区坂上、網干区新在家、網干区田井、網干区高田、網干区津市場、網干区浜田、網干区福井、網干区宮内、網干区余子浜、網干区和久、嵐山町、飯田、飯田1〜3丁目、生野町、石倉、市川台1〜3丁目、市川橋通1・2丁目、市之郷、市之郷町1〜4丁目、伊伝居、威徳寺町、井ノ口、今宿、岩端町、魚町、打越、梅ケ枝町、梅ケ谷町、駅前町、太市中、大塩町、大塩町汐咲1〜3丁目、大塩町宮前、大津区恵美酒町1・2丁目、大津区大津町1〜4丁目、大津区勘兵衛町1〜5丁目、大津区北天満町、大津区吉美、大津区新町1・2丁目、大津区天神町1・2丁目、大津区天満、大津区長松、大津区西土井、大津区平松、大津区真砂町、大野町、岡田、岡町、奥山、鍵町、柿山伏、鍛冶町、片田町、刀出、刀出栄立町、勝原区朝日谷、勝原区大谷、勝原区勝原町、勝原区勝山町、勝原区熊見、勝原区下太田、勝原区宮田、勝原区山戸、勝原区丁、金屋町、兼田、上大野1〜7丁目、上片町、上手野、神屋町、神屋町1〜6丁目、亀井町、亀山、亀山1・2丁目、川西、川西台、神田町1〜4丁目、北今宿1〜3丁目、北新在家1〜3丁目、北原、北平野1〜6丁目、北平野奥垣内、北平野台町、北平野南の町、北八代1・2丁目、北夢前台1・2丁目、木場、木場十八反町、木場前中町、木場前七反町、京口町、京町1〜3丁目、楠町、久保町、栗山町、車崎1〜3丁目、景福寺前、国府寺町、五軒邸1〜4丁目、小姓町、琴岡町、古二階町、河間町、呉服町、米屋町、小利木町、五郎右衛門邸、紺屋町、西庄、材木町、幸町、堺町、坂田町、坂元町、定元町、三左衛門堀西の町、三左衛門堀東の町、三条町1・2丁目、塩町、飾磨区英賀、飾磨区英賀春日町1・2丁目、飾磨区英賀清水町1〜3丁目、飾磨区英賀西町1〜3丁目、飾磨区英賀東町1・2丁目、飾磨区英賀保駅前町、飾磨区英賀宮台、飾磨区英賀宮町1・2丁目、飾磨区阿成、飾磨区阿成植木、飾磨区阿成鹿古、飾磨区阿成下垣内、飾磨区阿成中垣内、飾磨区阿成渡場、飾磨区今在家、飾磨区今在家2〜7丁目、飾磨区今在家北1〜3丁目、飾磨区入船町、飾磨区恵美酒、飾磨区大浜、飾磨区粕谷新町、飾磨区構、飾磨区構1〜5丁目、飾磨区鎌倉町、飾磨区上野田1〜6丁目、飾磨区亀山、飾磨区加茂、飾磨区加茂北、飾磨区加茂東、飾磨区加茂南、飾磨区御幸、飾磨区栄町、飾磨区三和町、飾磨区思案橋、飾磨区清水、飾磨区清水1〜3丁目、飾磨区下野田1〜4丁目、飾磨区城南町1〜3丁目、飾磨区須加、飾磨区高町、飾磨区高町1・2丁目、飾磨区蓼野町、飾磨区玉地、飾磨区玉地1丁目、飾磨区付城、飾磨区付城1・2丁目、飾磨区天神、飾磨区都倉1〜3丁目、飾磨区中島、飾磨区中島1〜3丁目、飾磨区中野田1〜4丁目、飾磨区中浜町1〜3丁目、飾磨区西浜町1〜3丁目、飾磨区野田町、飾磨区東堀、飾磨区富士見ケ丘町、飾磨区細江、飾磨区堀川町、飾磨区宮、飾磨区三宅1〜3丁目、飾磨区妻鹿、飾磨区妻鹿東海町、飾磨区妻鹿常盤町、飾磨区妻鹿日田町、飾磨区矢倉町1・2丁目、飾磨区山崎、飾磨区山崎台、飾磨区若宮町、飾西、飾西台、飾東町大釜、飾東町大釜新、飾東町小原、飾東町小原新、飾東町唐端新、飾東町北野、飾東町北山、飾東町清住、飾東町佐良和、飾東町塩崎、飾東町志吹、飾東町庄、飾東町豊国、飾東町八重畑、飾東町山崎、飾東町夕陽ケ丘、四郷町明田、四郷町上鈴、四郷町坂元、四郷町中鈴、四郷町東阿保、四郷町本郷、四郷町見野、四郷町山脇、東雲町1〜6丁目、忍町、実法寺、下手野1〜6丁目、下寺町、十二所前町、庄田、城東町、城東町京口台、城東町五軒屋、城東町清水、城東町竹之門、城東町中河原、城東町野田、城東町毘沙門、城北新町1〜3丁目、城北本町、書写、書写台1〜3丁目、白国、白国1〜5丁目、白浜町、白浜町宇佐崎北1〜3丁目、白浜町宇佐崎中1〜3丁目、白浜町宇佐崎南1・2丁目、白浜町神田1・2丁目、白浜町寺家1・2丁目、白浜町灘浜、白銀町、城見台1〜4丁目、城見町、新在家、新在家1〜4丁目、新在家中の町、新在家本町1〜6丁目、神和町、菅生台、総社本町、大黒壱丁町、大寿台1・2丁目、大善町、田井台、高岡新町、高尾町、鷹匠町、竹田町、龍野町1〜6丁目、立町、田寺1〜8丁目、田寺東1〜4丁目、田寺山手町、玉手、玉手1〜4丁目、地内町、中地、中地南町、町田、町坪、町坪南町、千代田町、継、佃町、辻井1〜9丁目、土山1〜7丁目、土山東の町、手柄、手柄1・2丁目、天神町、東郷町、同心町、豆腐町、砥堀、苫編、苫編南1・2丁目、豊沢町、豊富町甲丘1〜4丁目、豊富町神谷、豊富町豊富、豊富町御蔭、名古山町、南条、南条1〜3丁目、二階町、西今宿1〜8丁目、西駅前町、西新在家1〜3丁目、西新町、西大寿台、西中島、西二階町、西延末、西八代町、西夢前台1〜3丁目、西脇、仁豊野、農人町、南畝町、南畝町1・2丁目、野里、野里上野町1・2丁目、野里慶雲寺前町、野里新町、野里月丘町、野里寺町、野里中町、野里東同心町、野里東町、野里堀留町、野里大和町、延末、延末1丁目、白鳥台1〜3丁目、博労町、橋之町、花影町1〜4丁目、花田町一本松、花田町小川、花田町加納原田、花田町上原田、花田町高木、花田町勅旨、林田町大堤、林田町奥佐見、林田町上伊勢、林田町上構、林田町口佐見、林田町久保、林田町下伊勢、林田町下構、林田町新町、林田町中構、林田町中山下、林田町林田、林田町林谷、林田町松山、林田町六九谷、林田町八幡、林田町山田、東今宿1〜6丁目、東駅前町、東辻井1〜4丁目、東延末、東延末1〜5丁目、東山、東夢前台1〜3丁目、日出町1〜3丁目、平野町、広畑区吾妻町1〜3丁目、広畑区大町1〜3丁目、広畑区蒲田、広畑区蒲田1〜5丁目、広畑区北河原町、広畑区北野町1・2丁目、広畑区京見町、広畑区小坂、広畑区小松町1〜4丁目、広畑区才、広畑区清水町1〜3丁目、広畑区城山町、広畑区末広町1〜3丁目、広畑区正門通1〜4丁目、広畑区高浜町1〜4丁目、広畑区鶴町1・2丁目、広畑区長町1・2丁目、広畑区西蒲田、広畑区西夢前台4〜8丁目、広畑区則直、広畑区早瀬町1〜3丁目、広畑区東新町1〜3丁目、広畑区東夢前台4丁目、広畑区富士町、広畑区本町1〜6丁目、広畑区夢前町1〜4丁目、広峰1・2丁目、広嶺山、福居町、福沢町、福中町、福本町、藤ケ台、双葉町、船丘町、船津町、船橋町2〜6丁目、別所町家具町、別所町北宿、別所町小林、別所町佐土、別所町佐土1〜3丁目、別所町佐土新、別所町別所、別所町別所1〜5丁目、北条、北条1丁目、北条梅原町、北条口1〜5丁目、北条永良町、北条宮の町、保城、坊主町、峰南町、本町、増位新町1・2丁目、増位本町1・2丁目、的形町福泊、的形町的形、丸尾町、御国野町国分寺、御国野町御着、御国野町西御着、御国野町深志野、神子岡前1〜4丁目、御立北1〜4丁目、御立中1〜8丁目、御立西1〜6丁目、御立東1〜6丁目、緑台1・2丁目、南今宿、南駅前町、南車崎1・2丁目、南新在家、南町、南八代町、宮上町1・2丁目、宮西町1〜4丁目、睦町、元塩町、元町、八家、八木町、八代、八代東光寺町、八代本町1・2丁目、八代緑ケ丘町、八代宮前町、安田1〜4丁目、柳町、山田町北山田、山田町多田、山田町西山田、山田町牧野、山田町南山田、山野井町、山畑新田、山吹1・2丁目、吉田町、米田町、余部区上川原、余部区上余部、余部区下余部、六角、若菜町1・2丁目、綿町

1994年（平成6年）公職選挙法改正から2013年の小選挙区改定までの区域は以下のとおりである。
- 姫路市

## 歴史
平成の大合併前の姫路市域で構成される。中選挙区時代には姫路市を含む旧兵庫4区で、ともに自由民主党所属だった松本十郎と戸井田三郎の激しい選挙戦が続き、小選挙区制のもと後継者の代になった現在も引き継がれている。臨海部には県内有数の工場地帯が広がる一方、城下町時代からの旧市民や周辺の西播磨・中播磨地方から移住した住民も多く、保守的な有権者が多い。
平成の大合併で姫路市が北部、南部の12区に属する自治体（家島町・夢前町・香寺町・安富町）を合併したため、県内で単独の自治体と選挙区が一致するのは8区（尼崎市）のみとなった。
第42回から第45回まで、「松本剛明対戸井田徹」の構図が続いた（第41回では松本が無所属のため、当選とは遠い位置にあった）。臨海部に地盤を有する松本が優位な状況を築いていて、第44回の郵政選挙以外では勝利を挙げている。松本は東日本大震災直前に外務大臣に就任し、与党候補として臨んだ第46回では民主党への激しい逆風の中で戸井田の後継を破って当選した。第47回でも再選した松本は2015年に民主党を離党し、無所属になったため兵庫県連に所属する民主党の衆議院議員はいなくなった（その後兵庫1区の井坂信彦が民主党の後身である民進党に入党）。
第48回では、選挙直前に自民党に入党した松本が引き続き当選した。自民党としては、第44回以来逃していた議席を奪還した形となる。これは、同じく山口壮が無所属を経て自民党に入党した12区と類似した現象となっている。なおこの選挙で希望の党公認で戦った長安豊は大阪19区からの国替えであり、松本とは「元民主党」同士の対決となった。また、連合は長安への支持を決定したものの、一部が松本の支援に回り、長安は比例復活もならず大敗した。また与党の自民・公明は、第44回以来12年ぶりに県内全ての衆議院選挙区を独占する結果となった。
第49回でも松本が勝利したが、日本維新の会の住吉寛紀が松本に約15000票差まで迫り、比例復活した。第50回も再び松本と住吉の争いとなったが、松本が住吉に比例復活を許さない勝利を収めた。

## 小選挙区選出議員
| 選挙名                 | 年     | 当選者   | 党派       |
| ---------------------- | ------ | -------- | ---------- |
| 第41回衆議院議員総選挙 | 1996年 | 戸井田徹 | 自由民主党 |
| 第42回衆議院議員総選挙 | 2000年 | 松本剛明 | 民主党     |
| 第43回衆議院議員総選挙 | 2003年 | 松本剛明 | 民主党     |
| 第44回衆議院議員総選挙 | 2005年 | 戸井田徹 | 自由民主党 |
| 第45回衆議院議員総選挙 | 2009年 | 松本剛明 | 民主党     |
| 第46回衆議院議員総選挙 | 2012年 | 松本剛明 | 民主党     |
| 第47回衆議院議員総選挙 | 2014年 | 松本剛明 | 民主党     |
| 第48回衆議院議員総選挙 | 2017年 | 松本剛明 | 自由民主党 |
| 第49回衆議院議員総選挙 | 2021年 | 松本剛明 | 自由民主党 |
| 第50回衆議院議員総選挙 | 2024年 | 松本剛明 | 自由民主党 |

## 選挙結果
時の内閣：第1次石破内閣 解散日：2024年10月9日 公示日：2024年10月15日
当日有権者数：39万4989人 最終投票率：48.32%（前回比：0.07%） （全国投票率：53.85%（2.08%））
| 当落 | 候補者名 | 年齢 | 所属党派     | 新旧 | 得票数   | 得票率 | 惜敗率 | 推薦・支持 | 重複 |
| ---- | -------- | ---- | ------------ | ---- | -------- | ------ | ------ | ---------- | ---- |
| 当   | 松本剛明 | 65   | 自由民主党   | 前   | 89,943票 | 48.53% | ――     | 公明党推薦 | ○    |
|      | 住吉寛紀 | 39   | 日本維新の会 | 前   | 59,738票 | 32.23% | 66.42% |            | ○    |
|      | 山下聖   | 39   | 参政党       | 新   | 18,261票 | 9.85%  | 20.30% |            |      |
|      | 苦瓜一成 | 70   | 日本共産党   | 新   | 17,397票 | 9.39%  | 19.34% |            |      |

時の内閣：第1次岸田内閣 解散日：2021年10月14日 公示日：2021年10月19日
当日有権者数：39万9029人 最終投票率：48.39%（前回比：4.88%） （全国投票率：55.93%（2.25%））
| 当落 | 候補者名 | 年齢 | 所属党派     | 新旧 | 得票数   | 得票率 | 惜敗率 | 推薦・支持               | 重複 |
| ---- | -------- | ---- | ------------ | ---- | -------- | ------ | ------ | ------------------------ | ---- |
| 当   | 松本剛明 | 62   | 自由民主党   | 前   | 92,761票 | 49.03% | ――     | 公明党推薦               | ○    |
| 比当 | 住吉寛紀 | 36   | 日本維新の会 | 新   | 78,082票 | 41.27% | 84.18% |                          | ○    |
|      | 太田清幸 | 66   | 日本共産党   | 新   | 18,363票 | 9.71%  | 19.80% | 社会民主党兵庫県連合推薦 |      |

時の内閣：第3次安倍第3次改造内閣 解散日：2017年9月28日 公示日：2017年10月10日
当日有権者数：39万8434人 最終投票率：43.51% （全国投票率：53.68%（1.02%））
| 当落 | 候補者名 | 年齢 | 所属党派   | 新旧 | 得票数    | 得票率 | 惜敗率 | 推薦・支持 | 重複 |
| ---- | -------- | ---- | ---------- | ---- | --------- | ------ | ------ | ---------- | ---- |
| 当   | 松本剛明 | 58   | 自由民主党 | 前   | 109,381票 | 65.29% | ――     | 公明党推薦 | ○    |
|      | 長安豊   | 49   | 希望の党   | 元   | 37,783票  | 22.55% | 34.54% |            | ○    |
|      | 稲村知   | 57   | 日本共産党 | 新   | 20,355票  | 12.15% | 18.61% |            |      |

- 長安は希望の党と日本維新の会の候補者調整によりこの選挙のみ大阪19区から国替え。

時の内閣：第2次安倍改造内閣 解散日：2014年11月21日 公示日：2014年12月2日 （全国投票率：52.66%（6.66%））
| 当落 | 候補者名 | 年齢 | 所属党派   | 新旧 | 得票数   | 得票率 | 惜敗率 | 推薦・支持 | 重複 |
| ---- | -------- | ---- | ---------- | ---- | -------- | ------ | ------ | ---------- | ---- |
| 当   | 松本剛明 | 55   | 民主党     | 前   | 90,182票 | 49.61% | ――     |            | ○    |
|      | 頭師暢秀 | 44   | 自由民主党 | 新   | 74,562票 | 41.02% | 82.68% | 公明党推薦 | ○    |
|      | 苦瓜一成 | 61   | 日本共産党 | 新   | 17,020票 | 9.36%  | 18.87% |            |      |

時の内閣：野田第3次改造内閣 解散日：2012年11月16日 公示日：2012年12月4日 （全国投票率：59.32%（9.96%））
| 当落 | 候補者名   | 年齢 | 所属党派     | 新旧 | 得票数   | 得票率 | 惜敗率 | 推薦・支持     | 重複 |
| ---- | ---------- | ---- | ------------ | ---- | -------- | ------ | ------ | -------------- | ---- |
| 当   | 松本剛明   | 53   | 民主党       | 前   | 80,760票 | 39.58% | ――     | 国民新党推薦   | ○    |
|      | 頭師暢秀   | 42   | 自由民主党   | 新   | 64,509票 | 31.62% | 79.88% | 公明党推薦     | ○    |
|      | 堅田壮一郎 | 26   | 日本維新の会 | 新   | 46,462票 | 22.77% | 57.53% | みんなの党推薦 | ○    |
|      | 白髪みどり | 37   | 日本共産党   | 新   | 12,304票 | 6.03%  | 15.24% |                |      |

時の内閣：麻生内閣 解散日：2009年7月21日 公示日：2009年8月18日 （全国投票率：69.28%（1.77%））
| 当落 | 候補者名 | 年齢 | 所属党派   | 新旧 | 得票数    | 得票率 | 惜敗率 | 推薦・支持 | 重複 |
| ---- | -------- | ---- | ---------- | ---- | --------- | ------ | ------ | ---------- | ---- |
| 当   | 松本剛明 | 50   | 民主党     | 前   | 146,058票 | 61.30% | ――     |            | ○    |
|      | 戸井田徹 | 57   | 自由民主党 | 前   | 86,203票  | 36.18% | 59.02% |            | ○    |
|      | 帽田智子 | 40   | 幸福実現党 | 新   | 6,013票   | 2.52%  | 4.12%  |            |      |

時の内閣：第2次小泉改造内閣 解散日：2005年8月8日 公示日：2005年8月30日 （全国投票率：67.51%（7.65%））
| 当落 | 候補者名 | 年齢 | 所属党派   | 新旧 | 得票数    | 得票率 | 惜敗率 | 推薦・支持 | 重複 |
| ---- | -------- | ---- | ---------- | ---- | --------- | ------ | ------ | ---------- | ---- |
| 当   | 戸井田徹 | 53   | 自由民主党 | 元   | 113,401票 | 47.49% | ――     |            | ○    |
| 比当 | 松本剛明 | 46   | 民主党     | 前   | 110,966票 | 46.47% | 97.85% |            | ○    |
|      | 竹内典昭 | 30   | 日本共産党 | 新   | 14,441票  | 6.05%  | 12.73% |            |      |

時の内閣：第1次小泉第2次改造内閣 解散日：2003年10月10日 公示日：2003年10月28日 （全国投票率：59.86%（2.63%））
| 当落 | 候補者名 | 年齢 | 所属党派   | 新旧 | 得票数    | 得票率 | 惜敗率 | 推薦・支持 | 重複 |
| ---- | -------- | ---- | ---------- | ---- | --------- | ------ | ------ | ---------- | ---- |
| 当   | 松本剛明 | 44   | 民主党     | 前   | 112,898票 | 52.62% | ――     |            | ○    |
|      | 戸井田徹 | 51   | 自由民主党 | 元   | 89,159票  | 41.56% | 78.97% |            | ○    |
|      | 竹内典昭 | 28   | 日本共産党 | 新   | 12,494票  | 5.82%  | 11.07% |            |      |

時の内閣：第1次森内閣 解散日：2000年6月2日 公示日：2000年6月13日 （全国投票率：62.49%（2.84%））
| 当落 | 候補者名 | 年齢 | 所属党派   | 新旧 | 得票数    | 得票率 | 惜敗率 | 推薦・支持 | 重複 |
| ---- | -------- | ---- | ---------- | ---- | --------- | ------ | ------ | ---------- | ---- |
| 当   | 松本剛明 | 41   | 民主党     | 新   | 101,566票 | 47.38% | ――     |            | ○    |
|      | 戸井田徹 | 48   | 自由民主党 | 前   | 87,624票  | 40.88% | 86.27% |            | ○    |
|      | 小池和也 | 54   | 日本共産党 | 新   | 18,056票  | 8.42%  | 17.78% |            |      |
|      | 服部千秋 | 40   | 自由連合   | 新   | 7,119票   | 3.32%  | 7.01%  |            | ○    |

- 服部は2016年、太子町長選挙に立候補し当選。

時の内閣：第1次橋本内閣 解散日：1996年9月27日 公示日：1996年10月8日 （全国投票率：59.65%（8.11%））
| 当落 | 候補者名 | 年齢 | 所属党派   | 新旧 | 得票数   | 得票率 | 惜敗率 | 推薦・支持 | 重複 |
| ---- | -------- | ---- | ---------- | ---- | -------- | ------ | ------ | ---------- | ---- |
| 当   | 戸井田徹 | 44   | 自由民主党 | 新   | 64,896票 | 32.82% | ――     |            |      |
|      | 五島壮   | 53   | 新進党     | 新   | 61,185票 | 30.94% | 94.28% |            |      |
|      | 後藤茂   | 71   | 民主党     | 前   | 28,303票 | 14.31% | 43.61% |            | ○    |
|      | 松本剛明 | 37   | 無所属     | 新   | 27,371票 | 13.84% | 42.18% |            | ×    |
|      | 南光勝美 | 57   | 日本共産党 | 新   | 15,970票 | 8.08%  | 24.61% |            |      |

- 公示当初は自由民主党公認候補として戸井田三郎が立候補していたが、選挙期間中の10月13日に死去したため急遽長男の戸井田徹が補充立候補した。